# M4V
M4V是MP4文件格式的特殊类型，M4V和MP4同样是一种基於MPEG-4標準的數字多媒體容器格式，M4V由蘋果公司開發，通常用於通過iTunes下載的影片文件。雖然M4V格式與MP4格式十分相似，但在M4V格式中可能會使用苹果公司的FairPlay DRM(数字版权管理)來保護影片文件的版權，除此之外與MP4格式並無其它區別
若要播放受到DRM保護的M4V，必須使用被已購買該影片的蘋果賬戶授權的設備；但在不受DRM保护的情況下，支持MP4格式的播放器都可以正常播放M4V

## 另行参见
- MP4影片格式（MPEG-4 第14部分）